# Košická rovina
Košická rovina je geomorfologický podcelek Košické kotliny. Leží jižně a jihozápadně od Košic.

## Polohopis
Území zabírá rovinatou, málo zvlněnou část kotliny v povodí řek Hornád, Bodva a Ida. Na západě sousedí s podcelky Slovenský kras, Dolný vrch, Turnianská kotlina, Zádielská planina a Jasovská planina, severně navazuje Medzevská pahorkatina a na území Košic i Hornádské predhorie, podcelek Čierné hory. Východním směrem pokračuje Košická kotlina Toryskou pahorkatinou a na jihu se ze země zvedá Abovská pahorkatina.

## Chráněná území
Košická rovina patří mezi středně hustě osídlené oblasti, ale země je i díky rozsáhlému komplexu železáren či intenzivní zemědělské činnosti, značně poznamenána. Zachovaných přírodních území je minimum a jediným chráněným územím jsou Perínske rybníky.

## Doprava
Tato část Košické kotliny patří mezi dopravně nejvýznamnější oblasti regionu. V Košicích se křižují komunikace ze severu (od Prešova), z východu (od Michalovců), z jihu (od Miskolce) i ze západu (od Rožňavy). Jižní částí vede evropská silnice 58 v koridoru silnice I/16 (Rožňava-Košice), na jihovýchodě pak evropská cesta 71 v koridoru silnice I/68 a rychlostní silnice R4. Ze západního směru vede rovinatým územím i železniční trať Zvolen-Košice, jižním směrem železniční trať Košice-Hidasnémeti. Specifickou roli hraje širokorozchodná železniční trať Užhorod - Haniska pri Košiciach, která je využívána pro zásobování železáren. Ve východní části se nachází mezinárodní letiště Košice.